# Vita Sadalbergae
Die Vita Sadalbergae ist eine zum Ende des 7. Jahrhunderts verfasste Vita der heiligen Salaberga in lateinischer Sprache. Der anonyme Autor macht geltend, die Hagiographie im Auftrag von Salabergas Tochter und Nachfolgerin als Äbtissin der Abtei Notre-Dame de Laon, Anstrude, verfasst zu haben. Demgegenüber gab es lange Zeit Zweifel über die merowingische Herkunft sowie Zuverlässigkeit der Vita, die jedoch beseitigt werden konnten.
Bruno Krusch, Herausgeber der Neuauflage der Vita, vertrat zum Ende des 19. Jahrhunderts die Ansicht, dass es sich bei dem Werk um eine späte karolingische Fälschung ohne historischen Wert handelt. Ihm galten die geschilderten Details wie Salabergas Zwangsheirat sowie die Zahl ihrer Kinder als reine Erfindung. Lediglich die von Salabergas Zeitgenossen Jonas von Bobbio in der Vita sancti Columbani dokumentierten Einzelheiten aus dem Leben der Heiligen sah er als zuverlässige Quelle an. Durch die Forschungen von Michèle Gaillard und insbesondere Hans Hummer konnte diese lange Zeit gültige Sichtweise endgültig widerlegt werden. Beiden gelang durch eine Quellenanalyse mit Hilfe der historischen Linguistik der Nachweis, dass die Vita im späten 7. oder frühen 8. Jahrhundert verfasst wurde und der Autor die darin beschriebenen Ereignisse als Zeitgenosse miterlebt haben musste. Mittlerweile gilt es aufgrund der Arbeiten von Gaillard und Hummer als gesichert, dass es sich bei dem Autor der Vita wohl um einen Mönch des Doppelklosters Notre-Dame in Laon handelt. Dieser verfügte über einen Zugang zu den Schriften des Jonas von Bobbio über die Heilige und verfasste die Hagiographie wohl nicht später als ein Jahrzehnt nach dem Tod Salabergas um das Jahr 670.
Da es keine Hinweise auf einen Salaberga-Kult in Laon gibt, galt es lange als unklar, wer zum Ende des 7. Jahrhunderts die Niederschrift der Vita gefördert oder davon profitiert hätte.
Auffällig ist, dass der Autor zwar besonders auf die fromme Umgebung der Heiligen eingeht, jedoch kaum Informationen über ihre Familie offenbart, obwohl ihm die Vita sancti Columbani vorlag. Auch die verwandtschaftliche Bindung von Salabergas Vater, Gundoin zu dem mächtigen Hausmeier Wulfoald sowie die enge Zusammenarbeit mit Waldebert von Luxeuil und dessen Freundschaft zum Bischof von Laon, dem Faronen Chagnoald, findet keine Erwähnung. Inzwischen gilt es aufgrund dieser Auffälligkeiten der Forschung als gesichert, dass die Vita Sadalbergae geschaffen wurde, um die Familie der Heiligen nach einem nachhaltigen Machtwechsel im Frankenreich zu rehabilitieren. Wie auch die etwas später verfasste Vita der ebenfalls heiliggesprochenen Tochter Salabergas, Anstrude, verfolgte das Werk den Zweck, das Ansehen der Gundoinen wiederherzustellen. Ziel war einerseits die Anbindung der Familie an die nun herrschenden Pippiniden. Zum anderen war die Tilgung aller Spuren der verwandtschaftlichen Bindungen zu den Familien der Etichonen, Burgundofarones und Wulfoalde gewünscht, da diese mit der neuen Dynastie verfeindet waren. Die Bemühungen der Vitenschreiber waren durchaus erfolgreich – ab dem Beginn des 8. Jahrhunderts stand die Abtei Notre-Dame de Laon als Familienstiftung von Salabergas Familie unter dem besonderen Schutz der Pippiniden und den nachfolgenden Karolingern.
Neben dem hagiographischen Stellenwert kommt der Vita Sadalbergae eine wichtige Bedeutung in der Forschung zur Spätzeit der Merowingerherrschaft zu – die Vita ist die einzige Quelle für den Bürgerkrieg zwischen dem austrasischen König Dagobert II. und dem Neustrier Theuderich III. um die Vorherrschaft im Frankenreich.